# کوزکی (استان اوپوله)
کوزکی (به لهستانی: Kózki) یک منطقهٔ مسکونی در لهستان است که در گمینا پاوووویچکی واقع شده‌است.